# Eurydice grimaldii
Eurydice grimaldii är en kräftdjursart som beskrevs av Dollfus 1888. Eurydice grimaldii ingår i släktet Eurydice och familjen Cirolanidae. Arten har ej påträffats i Sverige. Inga underarter finns listade i Catalogue of Life.